# EN ISO 9999
Az ISO 9999 szabvány a "Segítő technológiák fogyatékos emberek számára – Osztályozás és fogalmak" címet viseli. A korábbi (visszavont) magyar elnevezés még a "Műszaki segédeszközök" szöveget tartalmazta.
A segítő technológiát a szabvány következőképpen fogalmazza meg: „Egyedileg gyártott vagy általánosan beszerezhető minden olyan termék (beleértve az eszközöket, készülékeket, műszereket, technológiát és szoftvert is), amely a károsodásokat, a tevékenység akadályozottságait vagy a részvétel korlátozottságait megelőzi, kompenzálja, figyelemmel kíséri, enyhíti vagy semlegesíti."
Az ISO 9999 szabvány folyamatos felülvizsgálat alatt áll a Nemzetközi Szabványügyi Testület által meghatározott szabályozás szerint. A jelenleg érvényes legújabb változat az ISO 9999:2011
Felépítése:
ISO 9999 rendszer egy háromszintű osztályozási rendszer, ami magába foglalja támogató technológiai termékek körét.
- Az első szint az „OSZTÁLYOK” vagy hazai terminológiával „Főcsoportok” (pl.: mobilitás kommunikáció stb.), ez az ISO kód első két számjegye. A 00, 01, 02 és 90 – 99 osztályok és a kapcsolódó alosztályok és szakaszok nemzeti célokra vannak fenntartva.
- A következő szint az „ALOSZTÁLYOK” (pl.: a mobilitás osztályán belül, elektromos kerekesszék, autó átalakítás stb.), ez az ISO kód második két számjegye.
- A harmadik és egyben utolsó - szabvány által kötött - szint a „CSOPORT” (pl.: az elektromos kerekesszék csoporton belül elektromos motorral hajtott kerekesszék kézi kormánnyal stb.), ez az ISO kód harmadik két számjegye. Minden szinten fenn van tartva egy rögzített hely (89) az „egyéb” besorolású segédeszközök számára.
- A negyedik, ötödik és további szintek létrehozására szabvány lehetőséget ad, de ez felhasználóként, országonként eltérő lehet. Sokszor a termékcsoport bonyolultsága, a termékek sokfélesége indokolja valamilyen rendező elv szerinti alábontást. (pl. járóbotokon belül külön fix, azaz nem változtatható hosszúságú és külön állítható magasságú.
- Az osztályozás bármelyik részéhez további szinteket lehet hozzáadni nemzeti vagy helyi célokra.